# 밀양 박씨 종중 유품 및 고문서
밀양박씨종중 유품 및 고문서(密陽朴氏宗中 遺品 및 古文書)는 대한민국 경상남도 밀양시 무안면 연상리, 밀성박씨 어변당좌 종중에서 소장중인 박기우 장군 영정외 유품과 선무원종 공신녹권(박몽룡)을 비롯한 고문서이다.
1998년 11월 13일 경상남도의 유형문화재 제344호 상당동 박씨종중유품 및 고문서로 지정되었다가, 2018년 12월 20일 현재의 명칭으로 변경되었다.

## 개요
밀성박씨 어변당좌 종중에서 소장중인 박기우 장군 영정외 유품과 선무원종 공신녹권(박몽룡)을 비롯한 고문서로서 내용은 다음과 같다.
- 박기우장군영정(朴起羽將軍影幀) 1위(位),
- 장도(長刀) 1점(点),
- 호패(號牌)(박기우(朴起羽)·박희한(朴希漢)) 2점(点),
- 비녀(용잠(龍潛)) 1쌍(雙),
- 시(矢)잡이 2점(点),
- 백동연초대(白銅煙草臺) 1점(点),
- 교지(敎旨)(박기우(朴起羽) 무과(武科) ·병과외(兵科外)) 13매(枚),
- 과거답안지(科擧答案紙) 5매(枚),
- 상소문(上疏文) 1매(枚),
- 선무원종공신녹권(宣武原從功臣錄卷) 1매(枚)(1605년, 박몽룡(朴夢龍)),
- 사마방목(司馬榜目)(상(上) ·하(下)) 2책(冊),
- 밀성박씨세보(密城朴氏世譜) 1질(帙),
- 간찰(簡札)(김유일외(金裕鎰外)) 16매(枚),
- 수표(手標) 1매(枚),
- 위문록(慰問綠) 2책(冊),
  - 계(計)15건(件) 51점(点)

## 참고 문헌
- 밀양 박씨 종중 유품 및 고문서 - 국가유산청 국가유산포털